# Torenia fordii
Torenia fordii är en tvåhjärtbladig växtart som beskrevs av Joseph Dalton Hooker. Torenia fordii ingår i släktet Torenia och familjen Linderniaceae. Inga underarter finns listade i Catalogue of Life.